# Hockey Club Monza 1947
Questa voce raccoglie le informazioni riguardanti l'Hockey Club Monza nelle competizioni ufficiali della stagione 1947.

## Maglie e sponsor
| 1ª divisa |

## Organico

### Giocatori
| N° | Naz.              | Ruolo | Sportivo            |  |  |  |
| -- | ----------------- | ----- | ------------------- |  |  |  |
| ?  | Italia (bandiera) | E     | Umberto Arnaboldi   |  |  |  |
| ?  | Italia (bandiera) | E     | Fossati             |  |  |  |
| ?  | Italia (bandiera) | E     | Giancarlo Gallarini |  |  |  |
| ?  | Italia (bandiera) | E     | Aldo Gelmini        |  |  |  |
| ?  | Italia (bandiera) | E     | Luigi Kullmann      |  |  |  |
| ?  | Italia (bandiera) | P     | Mario Massironi     |  |  |  |
| ?  | Italia (bandiera) | E     | Alberto Zaffaroni   |  |  |  |

### Staff tecnico
- Allenatore:
- Allenatore in seconda:
- Meccanico: